# لوتوس الیس
لوتوس الیس (به انگلیسی: Lotus Elise) یک خودروی دو نفرهٔ رودستر موتور وسط عقب-محور عقب است که اولین بار در سال ۱۹۹۴ رونمایی شد و پس از آن در سال ۱۹۹۶ توسط شرکت خودروسازی بریتانیایی لوتوس کارز به بازار معرفی شد. بدنهٔ الیس از جنس فایبرگلاس ساخته شده و بر روی یک شاسی آلومینیومی قالب‌ریزی شدهٔ محکم نصب شده‌است. این شاسی آلومینیومی که هزینهٔ تولید پایین و وزن بسیار کمی دارد، یک سکوی مستحکم را برای نصب قطعات سیستم تعلیق خودرو فراهم می‌کند. بیشینه سرعت این خودرو به ۲۴۰ کیلومتر بر ساعت (۱۵۰ مایل بر ساعت) می‌رسد. لوتوس الیس نام خود را از الیسا، نوهٔ رومانو آرتیولی، که در زمان معرفی این خودرو رئیس شرکت‌های لوتوس و بوگاتی بود، به ارث برده‌است.
در سال ۱۳۹۵ شمسی، دو مدل الیس اس و کاپ ۲۲۰ از سری ۳ لوتوس الیس با موتور ۱٫۸ لیتری به بازار ایران عرضه شدند.

## سری ۱

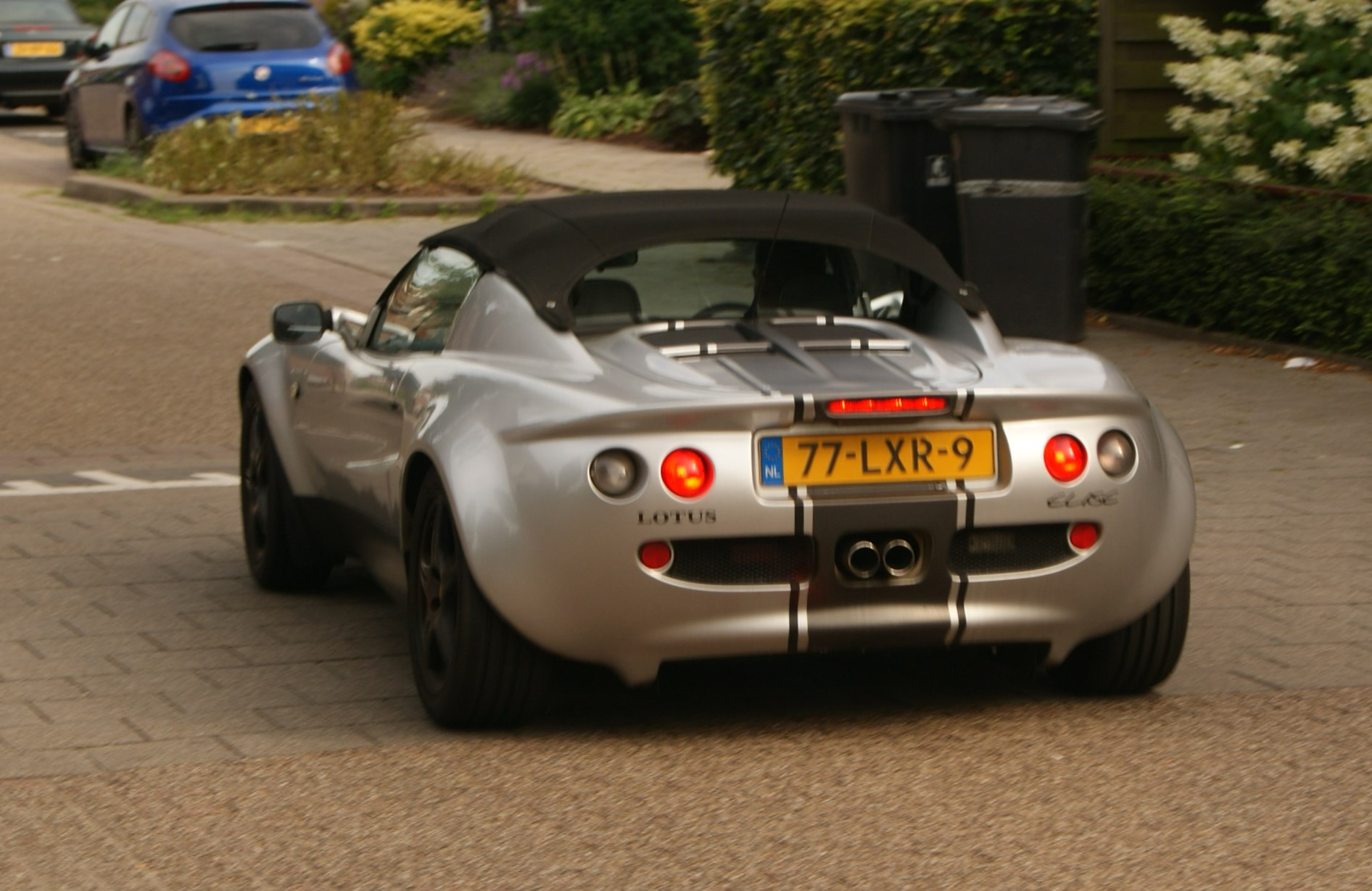
لوتوس الیس سری ۱

لوتوس الیس ۱۹۹۶ ۷۲۵ کیلوگرم (۱٬۵۹۸ پوند) وزن داشت و به دلیل برخورداری از این وزن پایین، و با وجود قدرت کم موتور (۱۱۸ اسب بخار (۸۸ کیلووات))، قادر بود به شتاب ۰–۱۰۰ کیلومتر بر ساعت (۰–۶۲ مایل بر ساعت) ۵٫۸ ثانیه دست یابد. وزن کم این خودرو در عین حال باعث بهبود مصرف سوخت و عملکرد ترمزها نیز شده‌بود. ارتفاع مرکز ثقل این خودرو برابر با ۴۷۰ میلیمتر (۱۹ اینچ) بود که باعث بهبود عملکرد و چسبندگی خودرو در پیچ‌های مسیر شده‌بود.
الیس سری ۱ توسط جولیان تامسون، سرپرست بخش طراحی لوتوس در آن زمان، و ریچارد رکهام، مهندس ارشد لوتوس طراحی شده‌بود.
در کنار انواع دیگر این خودرو با عملکرد بالا، شرکت لوتوس نسخه‌های محدود دیگری از این خودرو را نیز عرضه کرد. از جمله این مدل‌های می‌توان به اسپورت ۱۳۵ (۱۹۹۸/۹) با قدرت حدودی ۱۴۵ اسب بخار (۱۰۸ کیلووات)، اسپورت ۱۶۰ (۲۰۰۰) با قدرت ۱۵۰–۱۶۰ اسب بخار (۱۱۲–۱۱۹ کیلووات)، و اسپورت ۱۹۰ با قدرت ۱۹۰ اسب بخار (۱۴۲ کیلووات) اشاره کرد. مدل‌های ویژهٔ دیگری که از سری ۱ الیس عرضه شدند، شامل نسخهٔ پنجاهمین سالگرد (سبز/طلایی) برای بزرگداشت ۵۰ سال فعالیت شرکت لوتوس کارز، تیپ ۴۹ (دو رنگ قرمز و سفید با نام «برگ طلایی»)، و تیپ ۷۹ (جی‌پی‌اس مشکی/طلایی) که اشاره به شماره خودروهای موفق در مسابقات گرند پری داشتند، می‌شوند.
سری ۱ لوتوس الیس ۸۰ در یک خط تولید اختصاصی در کارخانهٔ شرکت پروتون واقع در شاه عالم مالزی بین سال‌های ۱۹۹۷ و ۲۰۰۰ به تولید رسید. از آنجا که مدل مونتاژ شده در مالزی بیشتر با استفاده از قطعات بومی تولید شده با منابع داخلی مالزی ساخته می‌شد، در مقایسه با نمونه‌های مشابه که در بریتانیا مونتاژ می‌شدند، دارای هزینه‌های ساخت کمتری بود. خودروهایی که در مالزی مونتاژ می‌شدند همچنین به بازارهای منطقه‌ای از جمله ژاپن، هنگ‌کنگ، استرالیا و نیوزیلند نیز صادر می‌شدند. با این حال شرکت مادر، یعنی شرکت پروتون، به شدت تحت تأثیر بحران مالی ۱۹۹۷ آسیا قرار گرفته بود و این موضوع در نهایت و تنها پس از گذشت سه سال از شروع مونتاژ و فروش حدود ۱۵۰ دستگاه، به پایان مونتاژ الیس در مالزی در اواخر سال ۲۰۰۰ میلادی انجامید. نمونه‌های تولید شده توسط پروتون دارای یک حرف «بی» انگلیسی در نویسهٔ یازدهم شماره شناسایی (وین) خود بودند؛ در حالی که خودروهایی که در هثل مونتاژ می‌شدند دارای کد «اچ» بودند.

### ۱۱۱اس

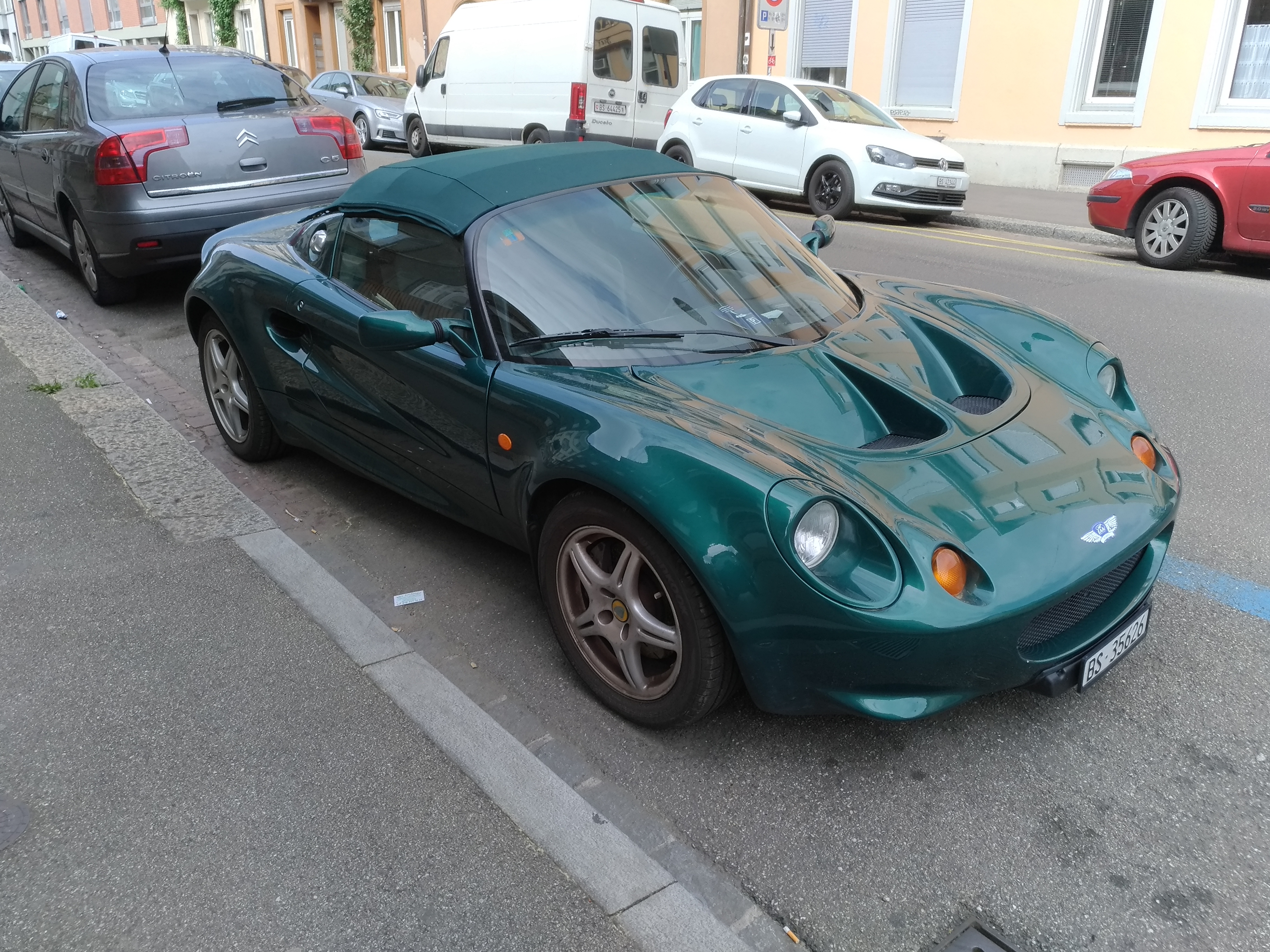
لوتوس الیس ۱۱۱اس

یک نسخهٔ سریع‌تر از الیس با نام ۱۱۱اس، که با اشاره به شماره تیپ الیس (تیپ ۱۱۱) نامگذاری شده‌بود، و به یک موتور ۱٫۸ لیتری سری-کی روور، که در روور ام‌جی‌اف نیز مورد استفاده قرار گرفته‌بود، مجهز بود، در ابتدای سال ۱۹۹۹ معرفی شد. این خودرو از سیستم کنترل سوپاپ متغیر (وی‌وی‌سی) بهره‌مند بود که امکان زمان‌بندی و حرکت متغیر پیوسته را فقط برای سوپاپ‌های ورودی فراهم می‌کرد. این فناوری باعث مسطح‌تر شدن نمودار افزایش گشتاور از دورهای پایین‌تر موتور، و دستیابی به قدرت خروجی اعلام شده‌ای برابر با ۱۴۳ اسب بخار (۱۰۷ کیلووات) می‌شد. شتاب این خودرو تحت تأثیر استفاده از یک جعبه‌دنده دستی با ضریب‌های نزدیک‌تر و ضریب نهایی کمتر، بهبود یافته‌بود. از سایر تغییراتی که در این مدل اعمال شده‌بود، می‌توان به مواردی نظیر لایه‌های بیشتر تشک در صندلی‌ها، پوشش چراغ‌های جلو، بالهٔ عقب، دیسک ترمزها با سوراخ‌های ضربدری، بادگیر شیشه‌های آلیاژی و رینگ‌های ۶ بازو اشاره کرد. چرخ‌های عقب که در این خودرو کمی پهن‌تر از مدل استاندارد بودند، شرکت لوتوس را جهت مطابقت با استانداردها و قوانین منطقهٔ یورو، به استفاده از گل‌پخش‌کن در پشت فضای چرخ‌های عقب مستلزم کردند. مدل ۱۱۱اس همچنین به یک جلوپنجرهٔ «چیپ‌کاتر» مجهز شد.

### ۳۴۰آر

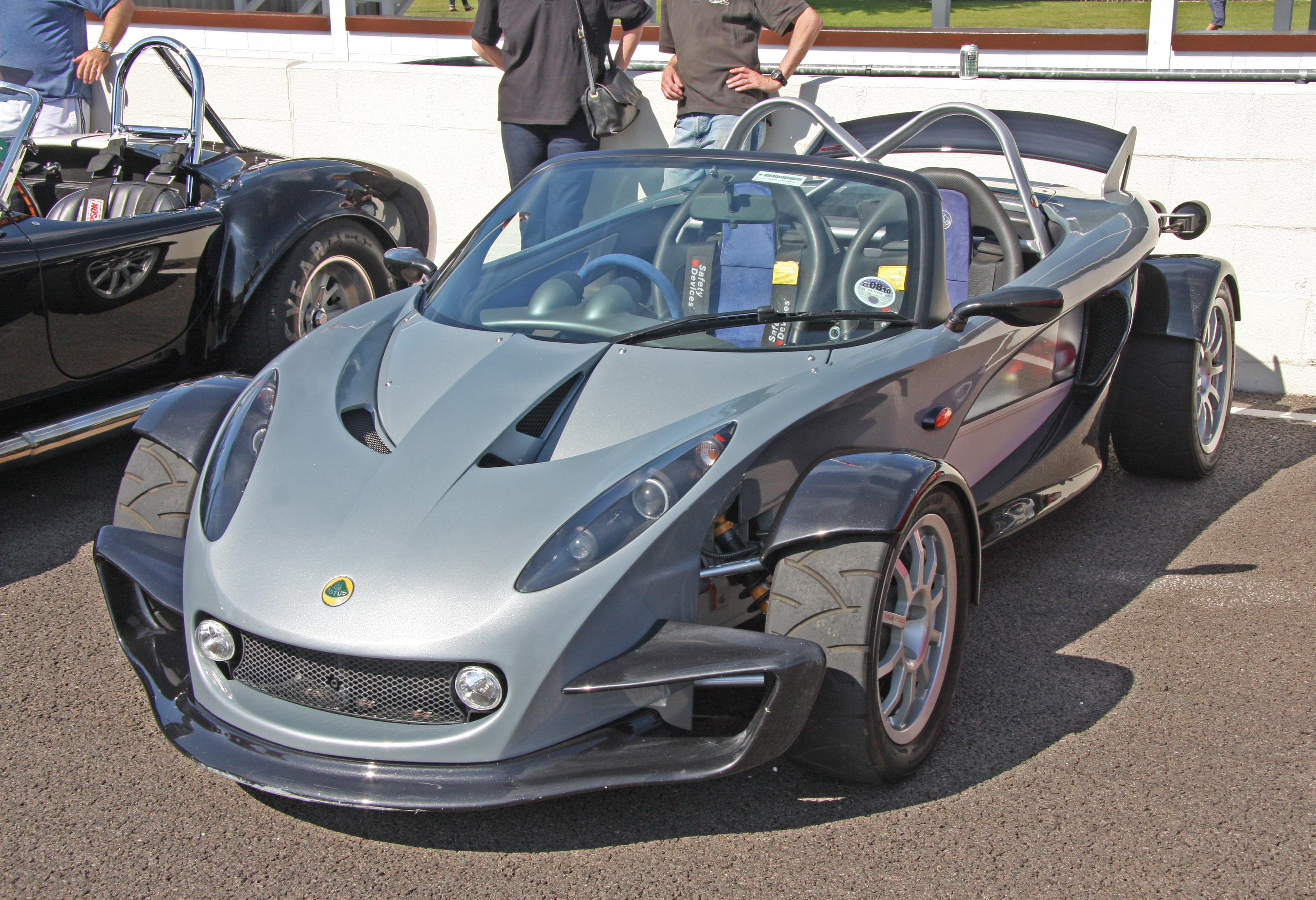
لوتوس ۳۴۰آر

خودروی ۳۴۰آر ابتدا در قالب یک مدل مفهومی در سال ۱۹۹۸ و در نمایشگاه خودروی بیرمنگام رونمایی شد. این خودروی رودستر که نمونهٔ تولیدی آن در سال ۲۰۰۰ به بازار عرضه شد، تنها به تعداد ۳۴۰ دستگاه تولید شد. عدد ۳۴۰ در نام این خودرو در ابتدا و در نمونهٔ اولیه به نسبت قدرت به وزن آن اشاره داشت که با توجه به وزن ۵۰۰ کیلوگرمی و توان موتور برابر با ۱۷۷ اسب بخار (۱۳۲ کیلووات) در نمونهٔ اولیه، معادل ۳۴۰ اسب بخار به ازای هر تن بود. با این حال در مدل تولیدی وزن خالص این خودرو ۷۰۱ کیلوگرم با نسبت قدرت به وزن ۲۵۲ اسب بخار برای هر تن بود و در کمترین حالت در تیپ مسابقه‌ای وزن آن به ۵۶۸ کیلوگرم می‌رسید؛ در نام نسخهٔ تولیدی ۳۴۰آر، عدد ۳۴۰ تنها به تعداد محدود تولید آن اشاره می‌کرد.
موتور نصب شده بر روی ۳۴۰آر همان موتور چهار سیلندر خطی سری-کی روور بود که با بهینه‌سازی‌های انجام شده، علاوه بر تولید ۱۷۷ اسب بخار نیرو، قادر به تولید ۱۷۱ نیوتن متر (۱۲۶ پوند-فوت) گشتاور بود. این نیرو و گشتاور تولید شده توسط پیشرانه در ترکیب با وزن خالص بسیار کم، امکان دستیابی به شتاب ۰–۱۰۰ کیلومتر بر ساعت (۰–۶۲ مایل بر ساعت) ۴٫۴ ثانیه‌ای، و بیشینه سرعت ۲۱۴ کیلومتر بر ساعت (۱۳۳ مایل بر ساعت) را برای این خودرو فراهم می‌کرد. ۳۴۰آر قادر بود در زمان ۱۲٫۵ ثانیه به سرعت ۱۶۰ کیلومتر بر ساعت (۱۰۰ مایل بر ساعت) دست یافته و مسافت یک چهارم مایل (۴۰۰ متر) را در زمان ۱۳٫۷ ثانیه و با حداکثر سرعت ۱۶۹ کیلومتر بر ساعت (۱۰۵ مایل بر ساعت) طی کند.

### اکسیج

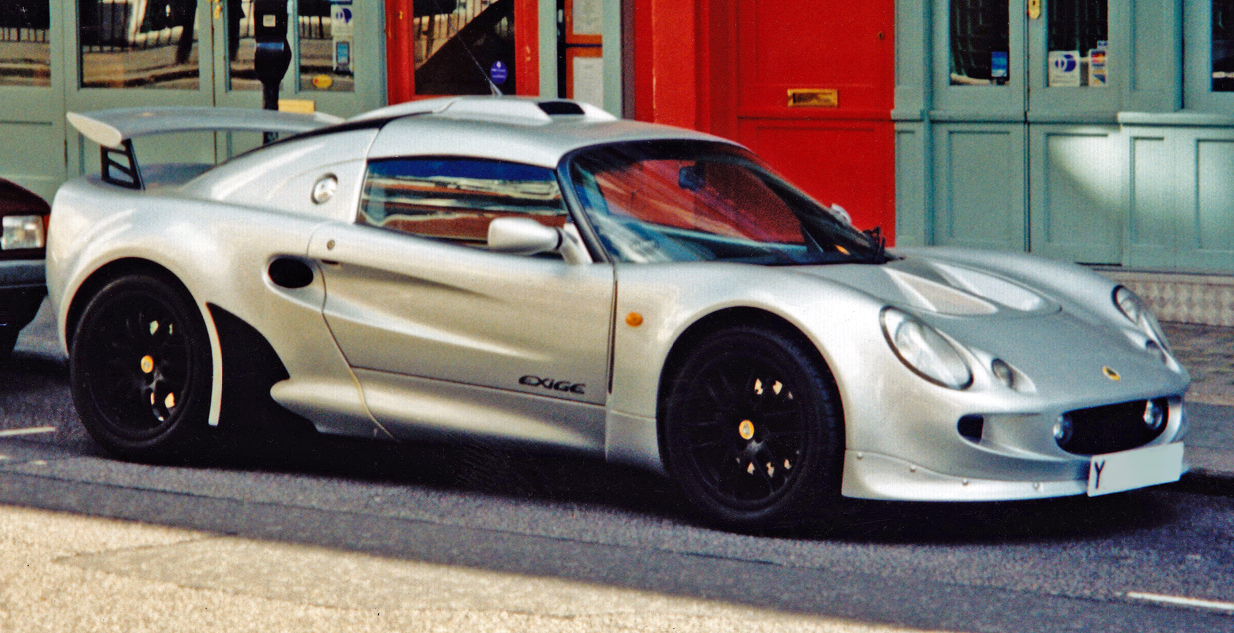
لوتوس اکسیج سری ۱

لوتوس اکسیج سری ۱، که در سال ۲۰۰۰ معرفی شد، دارای همان موتور ۱٫۸ لیتری چهار سیلندر خطی تنفس طبیعی سری-کی روور با تیونینگ وی‌اچ‌پی‌دی (نوع عملکرد بسیار بالا) بود که در حالت استاندارد قادر به تولید ۱۷۷ اسب بخار (۱۳۲ کیلووات) در دور موتور ۷٬۸۰۰ دور بر دقیقه بود. شتاب ۰–۱۰۰ کیلومتر بر ساعت (۰–۶۲ مایل بر ساعت) این خودرو برابر با ۴٫۹ ثانیه بود و بیشینه سرعت آن به ۲۱۹ کیلومتر بر ساعت (۱۳۶ مایل بر ساعت) می‌رسید. نسخهٔ دیگری از این خودرو که مخصوص رانندگی در پیست طراحی شده‌بود، با توان خروجی ۱۹۰ اسب بخار (۱۴۲ کیلووات) در دسترس بود.
کمی پس از معرفی اکسیج سری ۱، نسل دوم خودروی الیس معرفی شد، با این حال نسل نخست اکسیج از همان چراغ‌های گرد سری ۱ الیس بهره‌مند بود. از این خودرو در مجموع ۶۰۴ دستگاه تا سال ۲۰۰۲ به تولید رسید و تا سال ۲۰۰۴ و زمان معرفی سری ۲، جانشینی برای آن عرضه نشد.

## سری ۲

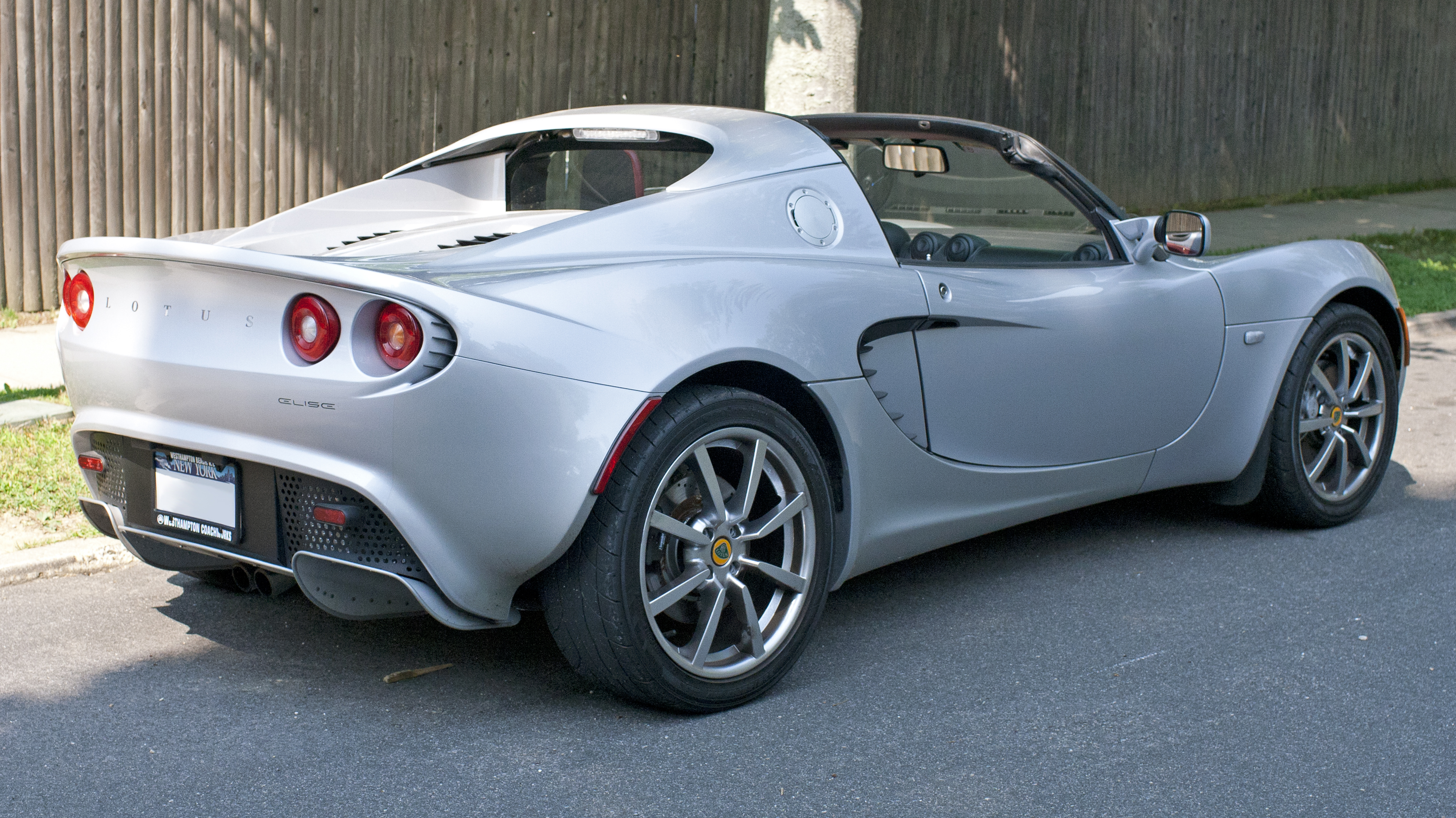
لوتوس الیس ۲۰۰۵ (ایالات متحده)

تولید لوتوس الیس سری ۲ از اکتبر سال ۲۰۰۰ در کارخانهٔ جدید شرکت لوتوس در هثل آغاز شد. این خودرو اولین خودروی ساخت لوتوس بود که طراحی آن با استفاده از رایانه انجام گرفت و این موضوع باعث شد که فرایند طراحی و توسعهٔ آن در کمتر از یک سال انجام بپذیرد. بدنهٔ الیس اس۲ در مقایسه با سری ۱، که دارای خطوط منحنی و ملایم‌تر بود، از زوایای تیز و خطوط خشن‌تری برخوردار بود. به گفتهٔ استیو کریجینز که سرپرست تیم طراحی سری ۲ الیس بود، طراحی ظاهری این خودرو در واقع با «پوشاندن» بخش‌ها و قطعات فنی با بدنه آغاز شد. چرا که به گفتهٔ او «هر فضای خالی، حتی برای تأثیر گذاشتن بر زیبایی ظاهری، باعث افزایش وزن می‌شود، و یک لوتوس باید سبک‌وزن باشد.»
به گفتهٔ کریجینز، مواردی همچون حجم زیاد بخش عقب بدنه شامل گلگیرها، محفظهٔ موتور و سپر عقب، و ارتفاع کم دماغه، در کنار رینگ‌های بزرگ‌تر برای چرخ‌های عقب نسبت به چرخ‌های جلو، همگی برای تأکید بر محور عقب بودن این خودرو اعمال شده‌اند. چراغ‌های جلوی سری ۲ شباهت زیادی به چراغ‌های مدل ۳۴۰آر سری ۱ داشتند و چهار چراغ گرد در عقب، که چراغ‌های راهنما و دنده‌عقب را نیز در خود جای داده‌بودند، یادآور مدل مفهومی ام۲۵۰ بوند.
در فضای داخلی سری ۲ بخش‌هایی از شاسی مونوکوک آلومینیومی آن نمایان بودند. صندلی‌های این خودرو در سری ۲ مورد بازنگری قرار گرفتند و پشتیبان‌های پشت سر سرنشینان به گونه‌ای طراحی شده‌بودند که علاوه بر کاهش صدای باد، دو عدد بلندگوی سیستم صوتی خودرو را نیز در خود جای دهند. برای اولین بار، در انواع مدل‌های خودروی الیس، از یک سیستم صوتی با چهار بلندگو استفاده می‌شد و دو عدد بلندگوی اضافه نیز در گوشه‌های داشبورد قابل نصب بودند. دو شلف منحنی در زیر داشبورد برای قرار دادن اشیاء مختلف به عنوان یک گزینهٔ سفارشی در دسترس بود که یک دیوارهٔ آلومینیومی متحرک بر روی آن‌ها نصب می‌شد تا اشیائی همچون بطری‌های نوشیدنی یا تلفن همراه را در جای خود ثابت نگه دارد.
الیس سری ۲، علاوه بر تیپ استاندارد، دارای دو سطح امکانات دیگر با نام‌های «اسپورت تورینگ» و «ریس تک» بود. تیپ اسپورت تورینگ، که برای سفرها و رانندگی‌های طولانی طراحی شده‌بود، از چرم نوبوک در پوشش صندلی‌ها، رودری‌ها، و بخش‌هایی از داشبورد، و همچنین از کفپوش‌هایی برای کف کابین بهره‌مند بود. در حالی که تیپ ریس تک بیشتر بر خصوصیات کاربردی متمرکز بود و برای القای بیشتر حالت اسپورت، در فضای داخلی آن از مواد به کار رفته در خودروهای مسابقه‌ای استفاده شده‌بود.
موتور به کار رفته در سری ۲، همان موتور ۱٫۸ لیتری چهار سیلندر سری-کی روور با قدرت ۱۲۰ اسب بخار (۸۹ کیلووات) در ۵٬۶۰۰ دور بر دقیقه، و گشتاور ۱۶۸ نیوتن متر (۱۲۴ پوند-فوت) در دور موتور ۳٬۵۰۰ دور بر دقیقه بود که برای سری یک نیز در نظر گرفته‌شده بود؛ با این تفاوت که برای بهبود عملکرد، به تکنولوژی‌های جدید برای برنامه‌ریزی موتور و کاهش آلاینده‌های خروجی مجهز شده‌بود. جعبه‌دندهٔ این خودرو، به دلیل استفاده از چرخ‌های بزرگ‌تر (۱۶ اینچ در جلو و ۱۷ اینچ در عقب)، از نوع ضریب کوتاه بود تا امکان دستیابی به شتاب و کیفیت رانندگی بهتر را برای الیس فراهم کند. شتاب ۰–۹۷ کیلومتر بر ساعت (۰–۶۰ مایل بر ساعت) الیس سری ۲ معادل ۵٫۷ ثانیه، حداکثر سرعت آن برابر با ۲۰۱ کیلومتر بر ساعت (۱۲۵ مایل بر ساعت)، و وزن خالص آن ۷۱۰ کیلوگرم (۱٬۵۶۵ پوند) بود.

### الیس سری ۲ در ایالات متحده
از ابتدای عرضهٔ خودروی الیس در سال ۱۹۹۷، شرکت لوتوس وعدهٔ عرضهٔ این خودرو در ایالات متحده را داده بود. با این حال پس از گذشت چندین سال و با معرفی نسل دوم، سرانجام در ماه مهٔ ۲۰۰۴ الیس برای اولین بار وارد بازار این کشور شد. با این حال، ۳ سال پیش از عرضهٔ رسمی در ایالات متحده، یک شرکت واردکنندهٔ کالا در آمریکا به نام سان اینترنشنال، نمونه‌ای از الیس را با نام الیس تیپ-آر به بازار معرفی کرد. این مدل به پیشرانهٔ ۱٫۸ لیتری آکورا انتگرا تیپ-آر مجهز شده‌بود که با توان ۲۰۰ اسب بخار (۱۴۹ کیلووات) می‌توانست الیس را در زمان ۴٫۶ ثانیه از حالت سکون به سرعت ۹۷ کیلومتر بر ساعت (۶۰ مایل بر ساعت) برساند.
الیس برای کسب مجوز ورود به بازار ایالات متحده، به تجهیزاتی نظیر کیسه‌های هوا، ترمزهای ضد قفل، و سیستم تهویهٔ مطبوع، که مدل موجود در بازار اروپا فاقد آن‌ها بود، مجهز شد. موتور سری-کی روور که از ابتدای معرفی الیس سری ۱ در این خودرو مورد استفاده قرار گرفته بود، تا زمان عرضهٔ سری ۲ در ایالات متحده توسط شرکت لوتوس برای مطابقت با قوانین آلاینده‌های این کشور مورد بازبینی قرار نگرفته بود و لوتوس به تنهایی از پس هزینه‌های مربوط به این بازنگری برنمی‌آمد. یک مهندس توسعهٔ بازنشسته به نام راجر بکر، که فعالیت خود را در شرکت لوتوس و در زمان مدیریت کالین چاپمن، بنیانگذار این شرکت، آغاز کرده‌بود، مسئولیت پروژهٔ دریافت مجوز عرضه در آمریکا را بر عهده داشت و از میان گزینه‌های موجود، با توجه به رابطهٔ دیرینهٔ لوتوس و تویوتا، موتور ۱٫۸ لیتری تویوتا سلیکا جی‌تی-اس، به همراه جعبه‌دندهٔ شش سرعتهٔ هماهنگ با این موتور، یعنی جعبه‌دندهٔ سی۶۴ تویوتا را برای نصب بر روی الیس ویژهٔ ایالات متحده انتخاب کرد. لوتوس برای این موتور از سیستم‌های ورودی و اگزوز متفاوت، و سیستم‌های الکترونیکی مدیریت موتور ساخت خود استفاده کرد که نتیجهٔ این تغییرات افزایش نیروی تولیدی این موتور به میزان ۱۰ اسب بخار و دستیابی به بیشترین توان ۱۹۰ اسب بخار و گشتاور ۱۸۰ نیوتن متر (۱۳۳ پوند-فوت) بود. الیس سری ۲ ویژهٔ ایالات متحده در مقایسه با مدل اروپایی، تنها ۱۴٪ سنگین‌تر بود؛ اما نیروی موتور آن ۶۰٪ نسبت به مدل اروپایی افزایش یافته بود و این موضوع باعث تفاوت چشمگیر در عملکرد این دو مدل شده‌بود. این خودرو قادر بود در زمان ۴٫۹ ثانیه از سرعت ۰ به ۹۷ کیلومتر بر ساعت (۶۰ مایل بر ساعت)، در زمان ۱۲٫۶ ثانیه از ۰ به ۱۶۰ کیلومتر بر ساعت (۱۰۰ مایل بر ساعت)، و در نهایت به بیشینه سرعت ۲۲۷ کیلومتر بر ساعت (۱۴۱ مایل بر ساعت) دست یابد.

## سری ۳

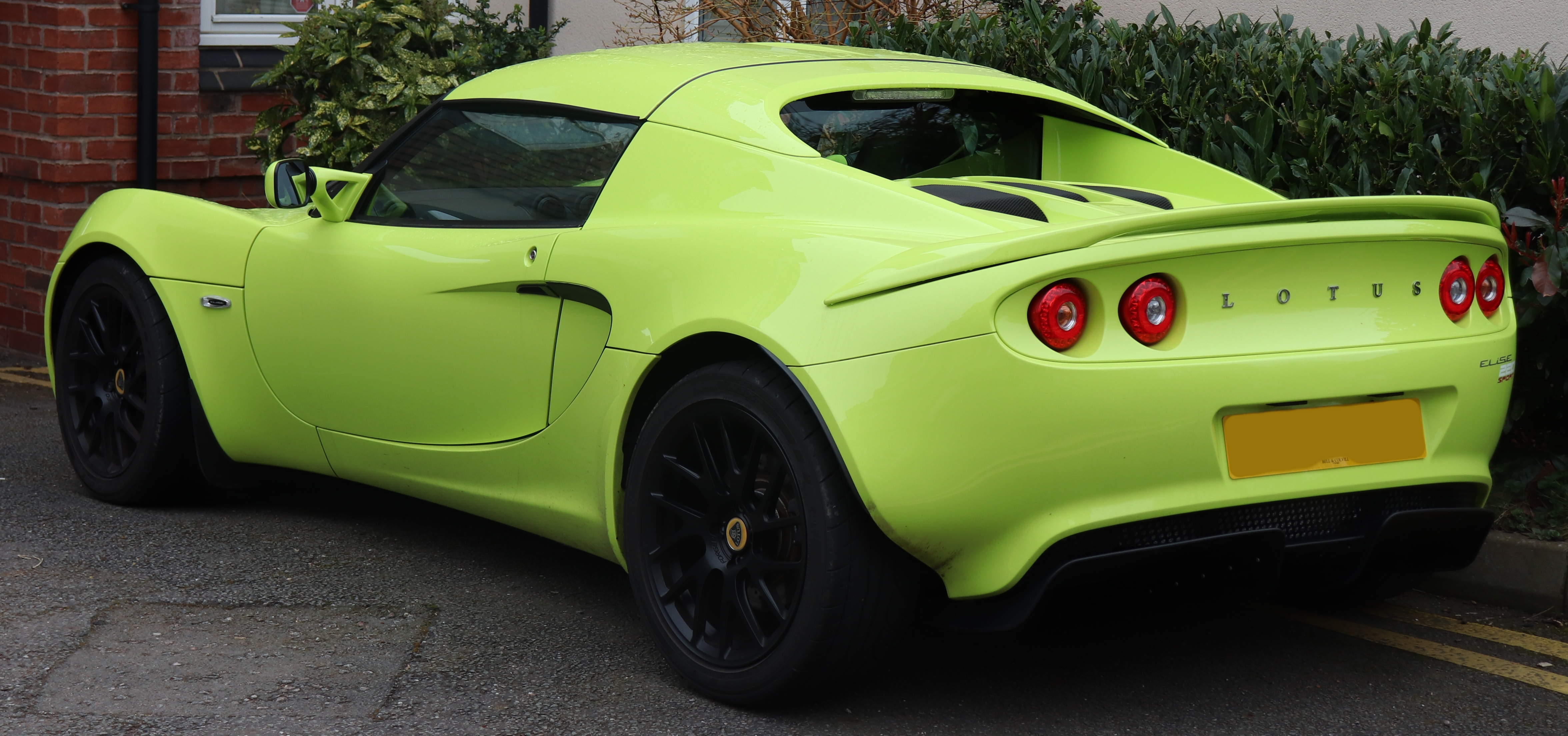
نمای عقب لوتوس الیس اس ۱٫۸ ۲۰۱۶

لوتوس الیس سری ۳ در مارس ۲۰۱۰ و در نمایشگاه خودروی ژنو رونمایی، و در ماه آوریل همان سال وارد بازار بریتانیا شد. سری ۳، که در واقع مدل فیس‌لیفت شدهٔ سری ۲ الیس بود، در نمای جلو تغییراتی از جمله چراغ‌های جدید یک پارچه (بر خلاف چراغ‌های دو تکهٔ سری ۲) با چراغ‌های ال‌ئی‌دی رانندگی در روز، سپر، شکاف‌دهنده، و درپوش فضای بار جدید جلو، و دهانهٔ ورودی هوای پهن‌تر را تجربه کرده بود. در نمای عقب این خودرو نیز از سپر و درپوش موتور جدید استفاده شده‌بود. این تغییرات اعمال شده در طراحی جدید بدنه، باعث کاهش نیروی پسار به میزان ۴٪ و در نتیجه بهبود مصرف سوخت و میزان آلاینده‌های خروجی موتور شده‌بود.
برای اولین بار در نسل‌های مختلف خودروی الیس، در سری ۳ از یک موتور ۱٫۶ لیتری با قدرت ۱۳۴ اسب بخار (۱۰۰ کیلووات) و گشتاور ۱۶۰ نیوتن متر (۱۱۸ پوند-فوت) در دور موتور ۴٬۴۰۰ دور بر دقیقه استفاده شد. این موتور که در مدل پایهٔ الیس مورد استفاده قرار می‌گرفت، در هر کیلومتر ۱۵۵ گرم گاز CO2 تولید می‌کرد، که نسبت به مدل پایهٔ سری پیشین، ۱۳٪ کاهش یافته بود. مصرف سوخت این موتور نیز برابر با ۶٫۳ لیتر بر ۱۰۰ کیلومتر (۳۷ مایل بر گالون آمریکایی) بود که در مقایسه با مدل پیشین، که از موتور ۱٫۸ لیتری سری-کی روور بهره‌مند بود، ۲۱٪ کاهش یافته بود. موتور ۱٫۸ لیتری مورد استفاده در مدل الیس آر با قدرت ۱۹۲ اسب بخار (۱۴۳ کیلووات)، و موتور ۱٫۸ لیتری سوپرشارژ مدل الیس اس با قدرت ۲۱۷ اسب بخار (۱۶۲ کیلووات) نیز به ترتیب ۱۹۶ و ۱۹۹ گرم در هر کیلومتر گاز CO2 تولید می‌کردند. تمامی موتورهای نصب شده بر روی مدل‌های مختلف الیس سری ۳، به یک جعبه‌دندهٔ ۶ سرعته با ضریب نزدیک مجهز شدند.
از دیگر امکانات ارائه شده برای این مدل می‌توان به دو نوع رینگ آلیاژی سبک برای چرخ‌ها، و سامانهٔ کنترل پیمایش (کروز کنترل) اشاره کرد. الیس سری ۳ در مدل پایه و با موتور ۱٫۶ لیتری، طبق سنت لوتوس در تولید این خودرو با کمترین وزن ممکن، دارای وزن ۸۷۶ کیلوگرم بود که باعث بهبود عملکرد ترمزها و همچنین کاهش سفتی فرمان مکانیکی آن شده‌بود.

### الیس کلاب ریسر

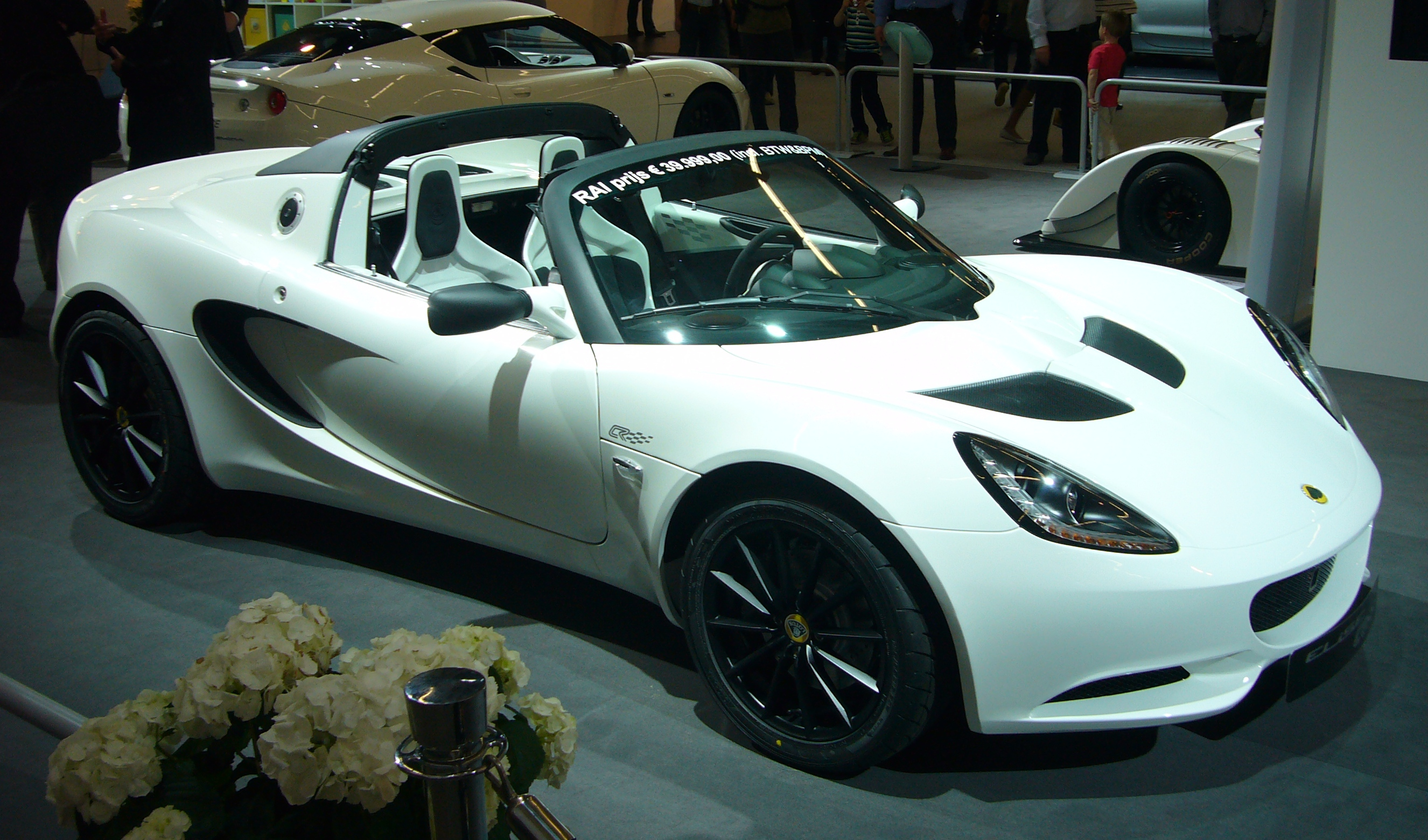
لوتوس الیس کلاب ریسر در نمایشگاه اتورای آمستردام، ۲۰۱۱

در نمایشگاه خودروی ژنو سال ۲۰۱۱، شرکت لوتوس یک نسخه از الیس را با نام «کلاب ریسر» معرفی کرد. ساختار شاسی این مدل نسبت به مدل پایه پیچیده‌تر بود و اقداماتی جهت کاهش وزن در آن انجام گرفته‌بود. مهم‌ترین تغییر اعمال شده در مدل کلاب ریسر، افزوده شدن یک حالت اسپورت به سامانهٔ مدیریت عملکرد دینامیکی لوتوس بود. این حالت با مدیریت عملکرد ترمزهای ضد قفل در پیچ‌های مسیر، کنترل گشتاور پسار، قفل دیفرانسیل، کنترل کشش، کنترل پایداری، سیستم کمکی ترمز هیدرولیکی، و توزیع الکترونیکی نیروی ترمز، باعث افزایش حداکثر کشش و لغزش مجاز، و در نتیجه کاهش کم‌فرمانی در این خودرو می‌شد. این خودرو همچنین به یک میل موج‌گیر قابل تنظیم در جلو مجهز شده بود.
موتور در نظر گرفته‌شده برای مدل کلاب ریسر، همان موتور ۱٫۶ لیتری مدل پایه با قدرت ۱۳۴ اسب بخار (۱۰۰ کیلووات) بود. با این حال یک پکیج افزایش قدرت شامل سیستم ورودی هوا و اگزوز منحصر به فرد برای این خودرو ارائه شده‌بود که توان موتور را به ۱۴۲ اسب بخار (۱۰۶ کیلووات) می‌رساند. استفاده از رینگ‌های چرخ و باتری سبک، جایگزینی نشان‌ها با برچسب، حذف سقف تاشوی پارچه‌ای، و حذف امکانات رفاهی و ایمنی مانند قفل مرکزی، رادیو و بلندگوها، عایق صوتی، کفپوش‌ها، جای پای سرنشین، گل‌پخش‌کن‌ها، و کیسه‌های هوای راننده و سرنشین، در نهایت به کاهش وزن حدود ۲۵ کیلوگرمی (۲۴٫۹۶ کیلوگرم طبق اعلام لوتوس)، و دستیابی به وزن خالص ۸۵۰ کیلوگرم (۱٬۸۷۵ پوند) در این مدل منجر شده‌بود.
نسخهٔ کلاب ریسر لوتوس الیس تنها در بازارهای سطح اروپا عرضه شد. این خودرو در صورت مجهز شدن به پکیج افزایش قدرت، مجاز به رفت و آمد در سطح خیابان‌ها نبود و تنها در پیست‌های مسابقه قابل استفاده بود.

### کاپ ۲۲۰
مدل کاپ ۲۲۰ که در سال ۲۰۱۵ عرضه شد، از همان موتور ۱٫۸ لیتری سوپرشارژ الیس اس با قدرت ۲۱۷ اسب بخار (۱۶۲ کیلووات) برخوردار بود. با این حال، به دلیل استفاده از کیت آیرودینامیکی جدید و ساختار محکم‌تر شاسی، عملکرد و فرمان‌پذیری آن بهبود یافته‌بود. سیستم صوتی، تهویه مطبوع، و عایق‌های صوتی به‌صورت سفارشی بر روی این مدل قابل نصب بودند. شکاف‌دهندهٔ هوا، ورودی‌های هوای پره‌ای جانبی، و ترکیب بالهٔ بزرگ و دیفیوزر در عقب، در سرعت ۱۹۰ کیلومتر بر ساعت (۱۲۰ مایل بر ساعت) نیروی رو به پایین معادل ۱۰۰ کیلوگرم برای افزایش چسبندگی را برای این خودرو فراهم می‌کردند. مصرف سوخت این مدل برابر با ۷٫۵ لیتر بر ۱۰۰ کیلومتر (۳۱٫۴ مایل بر گالون آمریکایی) بوده و بیشینه سرعت آن به ۲۲۵ کیلومتر بر ساعت (۱۴۰ مایل بر ساعت) می‌رسید. نیروی رو به پایین ایجاد شده در حداکثر سرعت این خودرو برابر با ۱۲۵ کیلوگرم بود. در نمای ظاهری الیس کاپ ۲۲۰، از رنگ‌آمیزی مشکی برای رینگ‌های چرخ، ورودی‌های هوای جانبی، درپوش موتور، و سقف ثابت فلزی استفاده شده‌بود.

### کاپ ۲۵۰

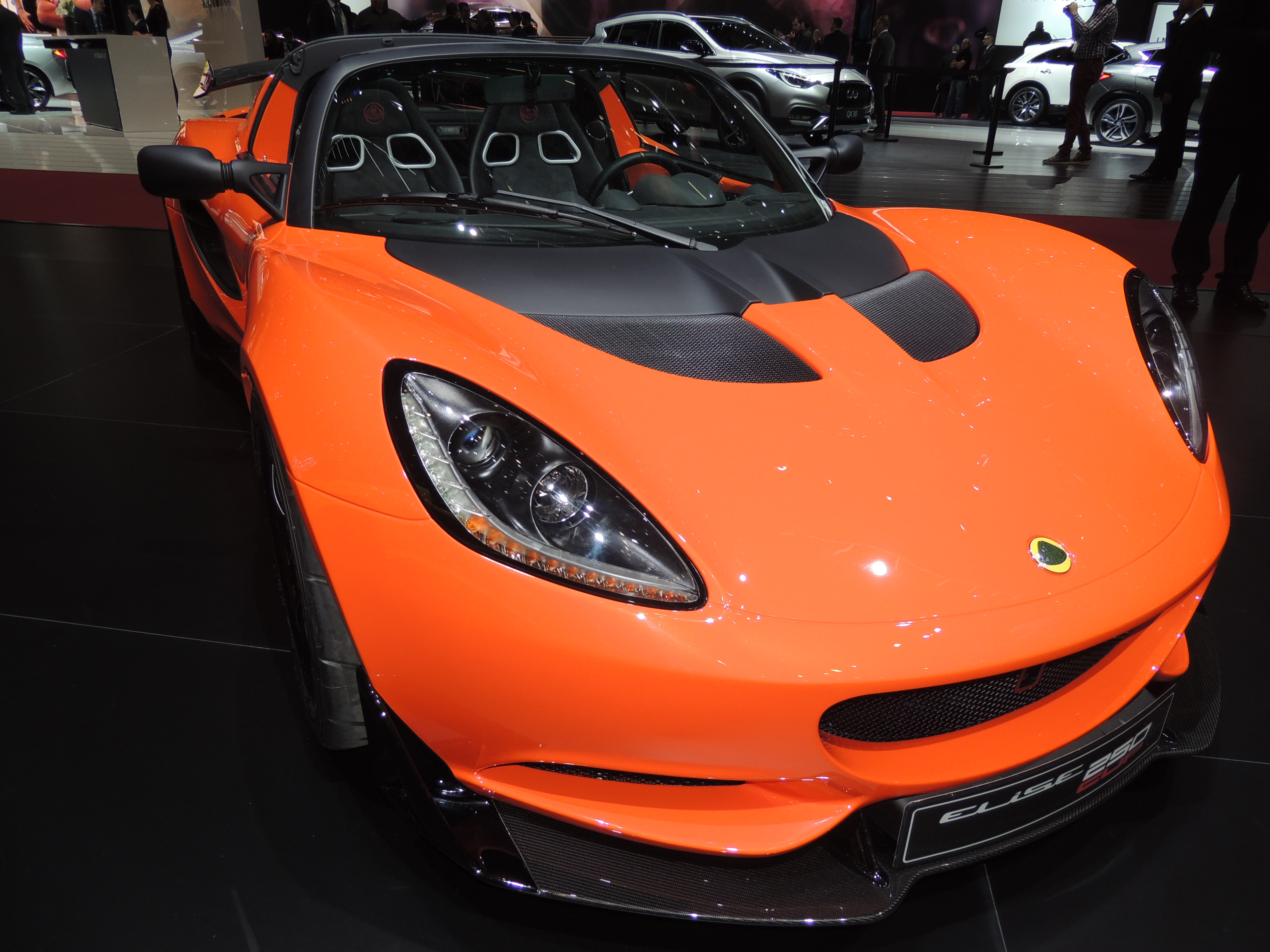
لوتوس الیس کاپ ۲۵۰ در نمایشگاه خودروی ژنو، ۲۰۱۶

در سال ۲۰۱۷ الیس کاپ ۲۵۰ به عنوان جانشینی برای مدل کاپ ۲۲۰ معرفی شد. با توجه به بهره‌مندی این خودرو از مواد سبک در بخش‌های مختلف، وزن خالص آن به ۸۸۴ کیلوگرم (۱٬۹۴۹ پوند) رسیده بود. برای کاهش وزن بیشتر، قطعات فیبر کربنی در بدنه و تزئینات داخلی، و یک سیستم اگزوز از جنس تیتانیوم نیز در قالب گزینه‌های انتخابی قابل سفارش بودند که وزن خودرو را به ۸۶۰ کیلوگرم (۱٬۸۹۶ پوند) می‌رساندند.
پیشرانهٔ به کار رفته در این خودرو همان موتور ۱٫۸ لیتری چهار سیلندر سوپرشارژ مورد استفاده در مدل کاپ ۲۲۰ بود که با نصب یک کمپرسور مگنوسون آر۹۰۰ و نرم‌افزار مدیریت موتور سفارشی، توان آن با ۲۶ اسب بخار افزایش، به ۲۴۳ اسب بخار (۱۸۱ کیلووات) در دور موتور ۷٬۲۰۰ دور بر دقیقه رسیده‌بود، اما گشتاور ۲۴۹ نیوتن متر (۱۸۴ پوند-فوت) آن بدون تغییر باقی مانده‌بود، با این تفاوت که این میزان گشتاور نسبت به مدل کاپ ۲۲۰ کمی زودتر و در دور موتور ۳٬۵۰۰ دور بر دقیقه به دست می‌آمد. نسبت قدرت به وزن الیس کاپ ۲۵۰، برابر با ۲۷۹ اسب بخار به ازای هر تن بود که قابلیت دستیابی به شتاب ۰–۹۷ کیلومتر بر ساعت (۰–۶۰ مایل بر ساعت) معادل ۳٫۹ ثانیه، و بیشینه سرعت ۲۴۸ کیلومتر بر ساعت (۱۵۴ مایل بر ساعت) را برای این خودرو فراهم می‌کرد. در نمای ظاهری این مدل تغییراتی در درپوش محفظهٔ بار جلو و جلوپنجره اعمال شده‌بود، و در بخش عقب نیز به جای چهار چراغ مرسوم، از دو چراغ استفاده شده‌بود. قیمت پایهٔ این خودرو در زمان عرضه در انگلستان ۴۷٬۴۰۰ پوند بود. در صورت سفارش نصب تجهیزات سبک‌وزن برای کاهش بیشتر وزن خودرو، که ارزش آن‌ها معادل ۱۸٬۶۰۰ پوند بود، قیمت تمام‌شدهٔ کاپ ۲۵۰ در بالاترین حالت به ۶۵٬۸۰۰ پوند می‌رسید.
کاپ ۲۵۰ همانند کاپ ۲۲۰، از کمک‌فنرهای گازی بیلشتاین، فنرهای مارپیچ هم‌محور آیباخ، و یک میل موج‌گیر قابل تنظیم در جلو بهره‌مند بود. سیستم ترمز این خودرو از دیسک‌های ۲۸۸ میلیمتری خنک‌شونده به همراه کالیپرهای ترمز مجهز به دو پیستون تشکیل شده‌بود. کیت بدنهٔ کاپ ۲۵۰ قادر بود در سرعت ۱۶۰ کیلومتر بر ساعت (۱۰۰ مایل بر ساعت)، ۶۶ کیلوگرم نیروی رو به پایین ایجاد کند.

### کاپ ۲۶۰
در ۲۰ اکتبر ۲۰۱۷، لوتوس یک نسخهٔ جدید از الیس را با نام کاپ ۲۶۰ برای بزرگداشت هفتادمین سالگرد تأسیس این شرکت معرفی کرد. خودروی کاپ ۲۶۰، یک نمونهٔ تکامل یافته از کاپ ۲۵۰ بود که وزن خالص آن با استفاده از قطعات فیبر کربنی و شیشه‌هایی بر پایه پلی‌کربنات، با ۶۸ کیلوگرم (۱۵۰ پوند) کاهش به ۸۶۲ کیلوگرم (۱٬۹۰۰ پوند) رسیده بود. موتور ۱٫۸ لیتری چهار سیلندر سوپرشارژ این خودرو قادر به تولید ۲۵۵ نیوتن متر (۱۸۸ پوند-فوت) گشتاور بود. قدرت خروجی این موتور با کمی افزایش به ۲۵۰ اسب بخار (۱۸۶ کیلووات) رسیده بود که این قدرت از طریق یک جعبه‌دندهٔ ۶ سرعتهٔ دستی به چرخ‌ها منتقل می‌شد. دستیابی به این قدرت به کمک بازبینی کالیبراسیون موتور و قطعات متحرک جدید ممکن شده‌بود.
ورودی‌های هوای تعبیه شده در گلگیرهای جلو، بالهٔ عقب بزرگتر، درپوش محفظهٔ بار جلو با طراحی جدید، شکاف‌دهندهٔ فیبر کربنی، و دیفیوزر بزرگتر، عواملی بودند که نیروی رو به پایین در این خودرو را در مقایسه با مدل پیشین به میزان ۴۴٪ افزایش داده‌بودند. در بیشینه سرعت کاپ ۲۶۰، که برابر با ۲۴۳ کیلومتر بر ساعت (۱۵۱ مایل بر ساعت) بود، نیروی رو به پایین تولید شده توسط این قطعات آیرودینامیکی به رقم ۱۸۰ کیلوگرم (۳۹۷ پوند) می‌رسید. لوتوس الیس کاپ ۲۶۰ قادر بود در زمان ۳٫۸ ثانیه از حالت توقف کامل به سرعت ۹۷ کیلومتر بر ساعت (۶۰ مایل بر ساعت) دست یابد.
تنها ۲۶۰ دستگاه از الیس کاپ ۲۶۰ تولید شد و به فروش رسید، و جهت بزرگداشت هفتادمین سالگرد تأسیس لوتوس، رنگ «طلایی قهرمانی» نیز به رنگ‌های قابل انتخاب برای این خودرو افزوده‌شد. و به گفتهٔ شرکت لوتوس، این رنگ از ماه نوامبر سال ۲۰۱۷ برای سایر مدل‌های این شرکت نیز در دسترس مشتریان قرار گرفت.

### در ایران
در میانهٔ سال ۱۳۹۵ شمسی، خودروی لوتوس الیس سری ۳ به‌طور رسمی در ایران رونمایی و به بازار این کشور معرفی شد. مدل‌های در نظر گرفته شده برای بازار ایران مدل الیس اس (با سقف بازشو) و کاپ۲۲۰ بودند. پیشرانهٔ ارائه شده برای هر دو مدل عرضه‌شده در بازار ایران، نمونهٔ ۱٫۸ لیتری سوپرشارژ با توان خروجی ۲۱۷ اسب بخار (۱۶۲ کیلووات) بود. مدل‌های معرفی شده به بازار ایران، در زمان معرفی دارای قیمت ۳۶۵ میلیون تومان برای مدل الیس اس، و ۳۹۵ میلیون تومان برای مدل کاپ ۲۲۰ بودند.

## الیس مفهومی

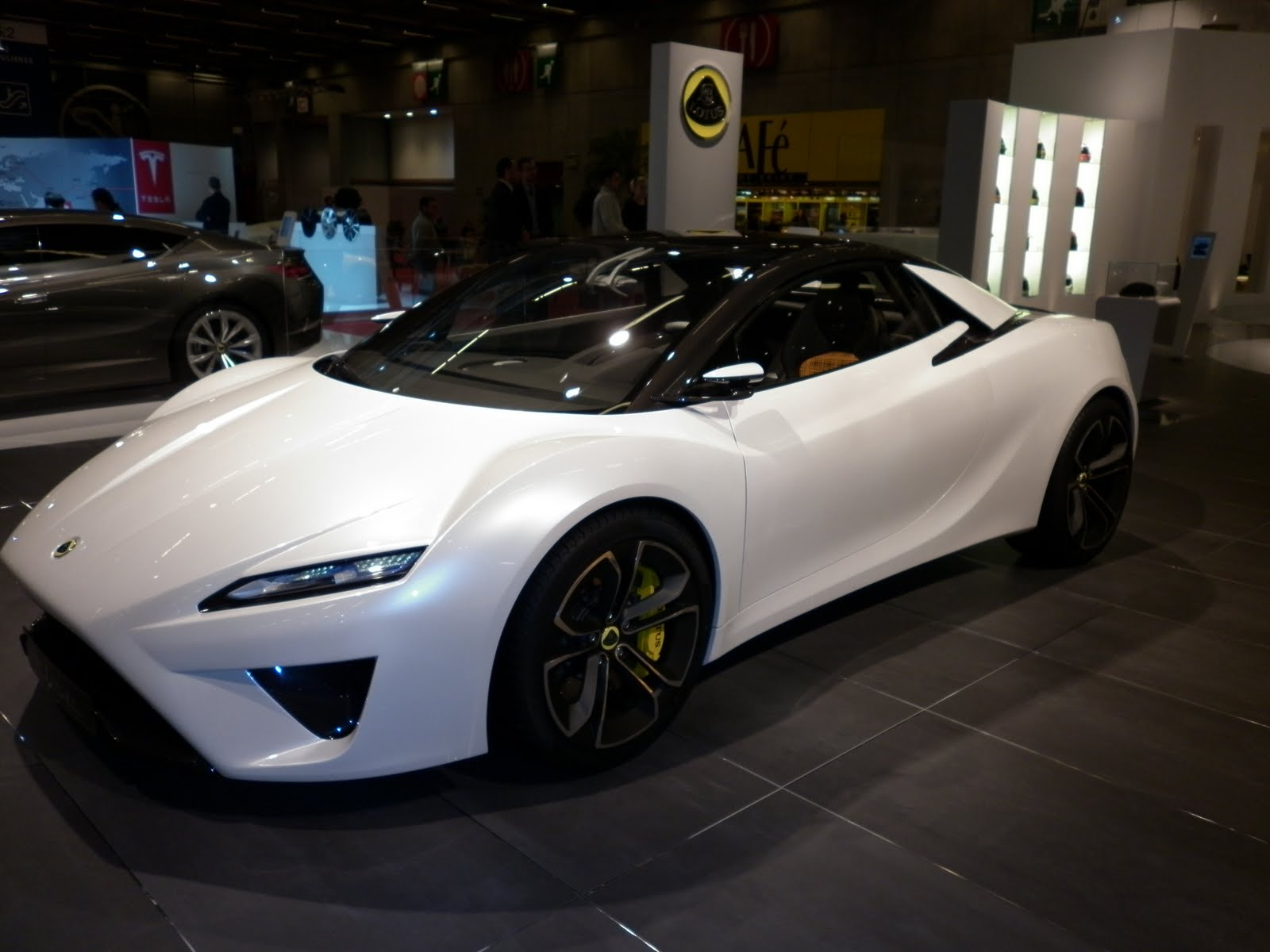
لوتوس الیس ۲۰۱۵ مفهومی در نمایشگاه خودروی پاریس، ۲۰۱۰

پس از مرگ کالین چاپمن در سال ۱۹۸۲، مالکیت شرکت لوتوس بارهای توسط شرکت‌های مختلف خریداری شد تا سرانجام در سال ۱۹۹۶ این شرکت به مالکیت پروتون مالزی درآمد. پایداری مالی که در زمان مالکیت پروتون در لوتوس به‌وجود آمد، این موقعیت را برای این خودروساز فراهم کرد تا به طراحی دوبارهٔ مدل‌های اسپورت خود بپردازد. در سال ۲۰۱۰ بیش از ۱۰ سال از عمر خودروی الیس، که تولید آن از سال ۱۹۹۶ آغاز شده‌بود، می‌گذشت. در آن سال شرکت لوتوس تصمیم گرفت که تا سال ۲۰۱۵ نسل جدیدی از این خودرو را با طراحی جدید عرضه کند. الیس ۲۰۱۵ مفهومی، خودرویی بود که لوتوس برای نمایش طراحی نسل بعدی الیس در نمایشگاه خودروی پاریس سال ۲۰۱۰ رونمایی کرد. با افزایش مشکلات مالی لوتوس، و پیش رفتن این خودروساز تا مرز ورشکستگی در سال ۲۰۱۳، این مدل مفهومی از مرحلهٔ تولید بسیار فاصله گرفت.
در فضای داخلی این خودروی مفهومی به‌طور چشمگیری از الیاف کربن و آلومینیوم استفاده شده‌بود، نشانگرهای پشت فرمان از نوع آنالوگ به کار رفته در مدل‌های تولیدی، به نوع کاملاً دیجیتال تغییر یافته‌بودند و بیشتر کلیدهای کنترل به روی فرمان منتقل شده‌بودند. در کنار تزئینات و قطعات مشکی، خاکستری و نقره‌ای، بعضی بخش‌های کابین به رنگ طلایی رنگ‌آمیزی شده‌بودند.
این مدل مفهومی به یک موتور ۲٫۰ لیتری چهار سیلندر سوپرشارژ ساخت تویوتا مجهز بود که در مقایسه با مدل‌های تولیدی دارای قدرت بیشتری بود. توان خروجی اعلام شدهٔ این موتور برابر با ۳۱۵ اسب بخار (۲۳۵ کیلووات) و گشتاور آن ۳۳۰ نیوتن متر (۲۴۳ پوند-فوت) بود. طبق اعلام شرکت لوتوس در زمان معرفی الیس مفهومی، مدل تولیدی که بنا بود بر پایهٔ این مدل مفهومی ساخته شود، قادر خواهد بود در زمان ۴٫۳ ثانیه سرعت خود را از ۰ به ۱۰۰ کیلومتر بر ساعت (۶۲ مایل بر ساعت) رسانده و در نهایت به حداکثر سرعت ۲۷۰ کیلومتر بر ساعت (۱۶۸ مایل بر ساعت) دست یابد. وزن این مدل مفهومی معادل ۱٬۰۹۵ کیلوگرم (۲٬۴۱۴ پوند) بود و در هر کیلومتر تنها ۱۵۰ گرم گاز CO2 تولید می‌کرد. دو نوع جعبه‌دنده برای این خودرو در نظر گرفته شده بود که یکی از نوع ۶ دندهٔ دستی، و دیگری از نوع خودکار دوکلاچه با پدال‌های تعویض دنده در پشت فرمان بود.
در اواخر سال ۲۰۱۶، شرکت لوتوس تولید نسل جدیدی از خودروی الیس در سال ۲۰۲۰ را تأیید کرد. بر اساس اعلام این شرکت، نسل جدید الیس، که بر اساس نسخهٔ مفهومیِ معرفی‌شده در سال ۲۰۱۰ طراحی و ساخته خواهد شد، از اندازه‌های بزرگتر نسبت به نسل کنونی برخوردار خواهد بود، اما با این حال وزن آن همچنان کمتر از ۱٬۰۰۰ کیلوگرم (۲٬۲۰۵ پوند) خواهد بود. الیس جدید از یک شاسی آلومینیومی کاملاً جدید برخوردار خواهد بود و تغییراتی جهت دستیابی به قابلیت فروش این خودرو در ایالات متحده در آن اعمال خواهد شد.

## جوایز و افتخارها
- کسب عنوان «شاخص‌ترین سمبل» (Icon of icons) در بخش «قهرمان مخاطبان»، در جوایز مجلهٔ اتوکار[س] سال ۲۰۱۹[۴۷]
- کسب جایگاه هفتم در میان ۱۰ خودروی اسپورت اقتصادی برتر سال ۲۰۱۹ از سوی مجلهٔ اتوکار[۴۸]
- کسب جایزهٔ خودروی سال مجلهٔ اوو[ش] در بخش بهترین خودروی اسپورت؛ سال ۲۰۱۷[۴۹]

## آمار فروش
آمار فروش لوتوس الیس در اروپا از سال ۱۹۹۷ تا ۲۰۱۸، در جدول زیر آمده‌است. شرکت لوتوس آمار فروش خود در ایالات متحده را به تفکیک مدل منتشر نکرده‌است.